# Alfonso Niccolai
Alfonso Niccolai (Lucca, 31 de diciembre de 1706-Florencia, 28 de abril de 1784) fue un sacerdote jesuita y erudito italiano.

## Vida
Cursó la filosofía (1726-1729) y teología (1734- 1738) en el Collegio Romano, con el intervalo de cinco años de docencia de clásicos en Sezze, Orvieto y Florencia. Tras su ordenación, fue a Florencia, donde enseñó (1739-1742) retórica y fue prefecto de estudios (1742-1751), además de tener regularmente las lecciones sacras en la iglesia del colegio. Publicadas más tarde estas lecciones sobre el Génesis, Éxodo, Daniel, Tobías, Ester y Judit en trece volúmenes, constituyen un monumento de erudición bíblica y teológica. Pasó a Roma como prefecto de estudios y director espiritual (1751-1754) en el Colegio Escocés, y regresó a Florencia como teólogo imperial, título conferido por el gran duque de Toscana, Francisco Esteban I, esposo de la emperatriz María Teresa. A la muerte de éste (1765), fue nombrado teólogo de su sucesor Pietro Leopoldo I. Siguió en Florencia después de la supresión de la Compañía de Jesús (1773). Considerado uno de los mejores oradores de su tiempo, publicó (1772-1773) su colección de discursos, junto con otros escritos sobre temas científicos o históricos. Miembro de la Academia de la Arcadia, con el nombre de Saliceste Telpusiano, publicó algunas poesías latinas.

## Obras
- Memorie storiche di S. Biagio vescovo e martire... (Roma, 1752).
- Panegiriche, orazioni, et prose toscane (Venecia, 1754).
- Dissertazioni e lezioni di Sacra Scrittura.... 13 v. (Florencia, 1756-1765).
- Ragionamenti sopra la religione 8 v. (Génova, 1770-1771).
- Prose toscane oratorie, scientifiche, storiche... 3 v. (Florencia, 1772-1773).